# Eois ingrataria
Eois ingrataria là một loài bướm đêm trong họ Geometridae.